# Anthus
Anthus es un género de aves paseriformes perteneciente a la familia Motacillidae, que incluye 42 especies de pájaros comúnmente conocidos como bisbitas.
Es un género de pájaros de tamaño medio, que no superan los 20 cm de largo. Son esbeltos y de plumajes crípticos, y con la cola larga que suelen agitar compulsivamente de manera parecida a las lavanderas. Suelen tener las partes superiores de tonos pardos y las inferiores más claras, y normalmente moteadas. Tienen cantos característicos que acostumbran a emitir en vuelo.

## Especies

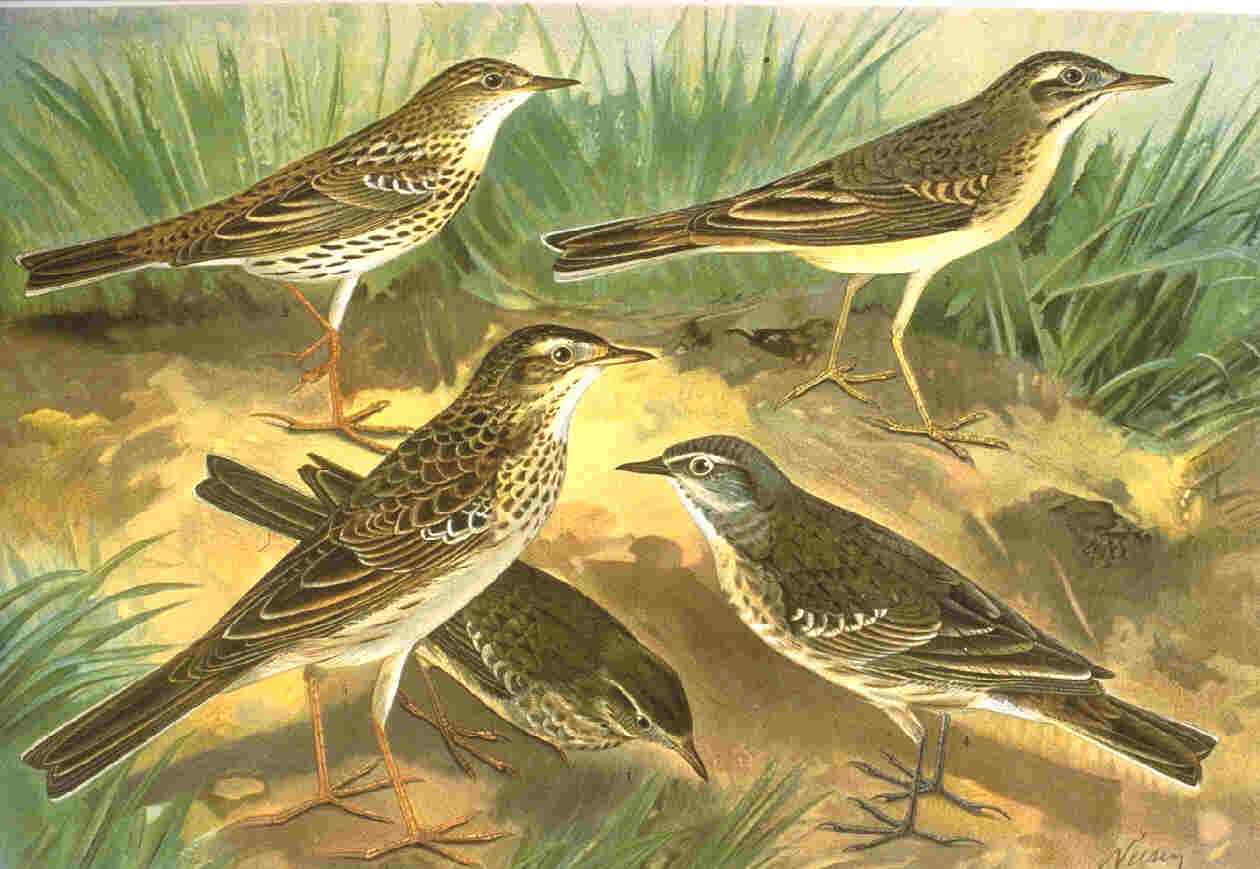
Varias especies de bisbitas:
Anthus petrosus
Anthus gustavi
Anthus campestris
Anthus richardi
Anthus spinoletta

Se reconocen las siguientes especies:
- Anthus richardi Vieillot, 1818 - bisbita de Richard;
- Anthus rufulus Vieillot, 1818 - bisbita oriental;
- Anthus australis Vieillot, 1818 - bisbita australiano ;
- Anthus novaeseelandiae (J.F.Gmelin, 1789) - bisbita neozelandés;
- Anthus cinnamomeus Rüppell, 1840 - bisbita africano;
- Anthus hoeschi Stresemann, 1938 - bisbita montano;
- Anthus godlewskii (Taczanowski, 1876) - bisbita estepario;
- Anthus campestris (Linnaeus, 1758) -  bisbita campestre;
- Anthus similis (Jerdon, 1840) - bisbita piquilargo;
- Anthus nyassae Neumann, 1906 - bisbita del Nyasa;
- Anthus vaalensis Shelley, 1900 -  bisbita del Vaal;
- Anthus leucophrys Vieillot, 1818 - bisbita liso;
- Anthus pallidiventris Sharpe, 1885 - bisbita patilargo;
- Anthus pratensis (Linnaeus, 1758) - bisbita pratense;
- Anthus trivialis (Linnaeus, 1758) - bisbita arbóreo;
- Anthus hodgsoni Richmond, 1907 - bisbita de Hodgson;
- Anthus gustavi Swinhoe, 1863 - bisbita del Pechora;
- Anthus roseatus Blyth, 1847 - bisbita rosado;
- Anthus cervinus (Pallas, 1811) - bisbita gorgirrojo;
- Anthus rubescens (Tunstall, 1771) - bisbita norteamericano;
- Anthus spinoletta  (Linnaeus, 1758) - bisbita alpino;
- Anthus petrosus (Montagu, 1798) - bisbita costero;
- Anthus nilghiriensis Sharpe, 1885 -  bisbita de los Nilgiri;
- Anthus sylvanus (Hodgson, 1845) - bisbita del Himalaya;
- Anthus berthelotii Bolle, 1862 - bisbita caminero;
- Anthus lineiventris Sundevall, 1850 - bisbita rayado;
- Anthus crenatus Finsch & Hartlaub, 1870 - bisbita roquero;
- Anthus brachyurus Sundevall, 1850 - bisbita colicorto;
- Anthus caffer Sundevall, 1850 - bisbita cafre;
- Anthus sokokensis van Someren, 1921 - bisbita del Sokoke;
- Anthus melindae Shelley, 1900 - bisbita de Malindi;
- Anthus chloris Lichtenstein, 1842 - bisbita pechigualdo ;
- Anthus gutturalis De Vis, 1894 - bisbita papúa;
- Anthus spragueii (Audubon, 1844) - bisbita llanero;
- Anthus chii Vieillot, 1818 - bisbita amarillento;
- Anthus furcatus d'Orbigny & Lafresnaye, 1837 - bisbita piquicorto;
- Anthus chacoensis Zimmer, 1952 - bisbita chaqueño;
- Anthus correndera Vieillot, 1818 -  bisbita correndera;
- Anthus antarcticus Cabanis, 1884 - bisbita de Georgia del Sur;
- Anthus nattereri P.L.Sclater, 1878 - bisbita ocre;
- Anthus hellmayri Hartert, 1909 - bisbita pálido;
- Anthus bogotensis P.L.Sclater, 1855 - bisbita andino;
- Anthus brevirostris Taczanowski, 1874 - bisbita puneño;[4][5]
- Anthus peruvianus Nicholson, 1878 - bisbita peruano.[6][5]